# 永岡怜子
永岡 怜子（ながおか れいこ、1987年 - ）は、日本のグラビアアイドル、YouTuber、鍼灸師。埼玉県出身。元女優。

## 経歴
1987年、埼玉県で生まれる。
グラビアアイドルとして活動するが、2018年より女優に転身。2018年に発売したヌード写真集『anemone』（講談社）はAmazonのレビューで星5つの評価が続き、3刷（2019年時点）された。
2020年3月に「脱いだギャラを学費に充て」としながら、鍼灸師の国家資格取得したことを自身のSNSで公表。同年同月に発売された写真集『Period』で、引退を宣言して鍼灸師となる。引退の理由としては、加齢により身体のラインが崩れる気配があり、耐えられなくなる前に辞めたというものもある。
しかしながら、引退後も変わらず応援するファンの存在と、思ったより身体のラインが崩れなかったこともあり、2022年3月に4冊目となる写真集『それから』を発売する。写真集発売に先立って『FRIDAY』2022年1月28日号の袋とじカラーにグラビアが掲載された。
2023年11月にYouTubeにてチャンネル「怜子さんはお酒がお好き」を開設。「36歳独身、鍼灸師」という肩書で、ゆっくりとひとり酒を楽しむ姿を映し出したチャンネルは、初回の動画から25万再生を超え、登録者数は開設から1か月で1万1000人を超した。動画の中では過去のグラビア活動について直接は触れていないが、チャンネルの概要欄には「謎の女というわけではないのでご興味ありましたら各SNSをご覧ください」の文章があり、YouTubeチャンネルからリンクされているインスタグラムのページを開くと、これまでの活動履歴がわかるプロフィールが残されている。写真集を発売していたグラビアアイドルであったにも関わらず、元芸能人であることは前面に押し出さずにYouTuberとして活動を始めたことに対して、グラビア雑誌ライターは「好感が持てる」と評している。
芸能界引退後も「鍼灸師の一般人」として商業写真集を出版。

## 出演

### 映画
- グラグラ - はるか 役（主演）[6][7]

2019年。高原秀和監督・脚本。
崖っぷちグラビアアイドルのはるか（29歳）に映画の主演のオファーが届くがヌードが条件だった。はるかにはコンプレックスがあり出演を迷う。

### ウェブ配信
- 売れないふたり[8]

吉沢さりぃとのトークイベントを配信している。
2人で酒を呑みながら、泥酔・酩酊トークを繰り広げる。
2020年12月17日に配信されたクリスマススペシャルバージョンでは、杉本佳代と清水楓がスペシャルゲストとして参加した。

## 作品

### イメージビデオ
- したたる（2025年4月25日、竹書房）[9]

## 出版

### 写真集
- anemone（2018年2月9日、講談社、撮影：松田忠雄）ISBN 978-4063528671
- 花一華（2019年1月31日、講談社、撮影：松田忠雄）ISBN 978-4065146071
- Period（2020年3月27日、講談社、撮影：西田幸樹）ISBN 978-4065194027
- それから（2022年3月25日、講談社、撮影：西田幸樹）ISBN 978-4065275672
- したたる（2025年2月21日、竹書房、撮影：中山雅文）ISBN 978-4801943407